# Shubuta
Shubuta és una població dels Estats Units a l'estat de Mississipi. Segons el cens del 2000 tenia 651 habitants.

## Demografia
Segons el cens del 2000, Shubuta tenia 651 habitants, 244 habitatges, i 165 famílies. La densitat de població era de 104,7 habitants per km².
Dels 244 habitatges en un 38,1% hi vivien nens de menys de 18 anys, en un 40,2% hi vivien parelles casades, en un 23,8% dones solteres, i en un 32% no eren unitats familiars. En el 28,7% dels habitatges hi vivien persones soles el 16% de les quals corresponia a persones de 65 anys o més que vivien soles. El nombre mitjà de persones vivint en cada habitatge era de 2,67 i el nombre mitjà de persones que vivien en cada família era de 3,35.
Per edats la població es repartia de la següent manera: un 32,3% tenia menys de 18 anys, un 9,8% entre 18 i 24, un 26,1% entre 25 i 44, un 19,7% de 45 a 60 i un 12,1% 65 anys o més.
L'edat mediana era de 33 anys. Per cada 100 dones de 18 o més anys hi havia 75,7 homes.
La renda mediana per habitatge era de 18.438 $ i la renda mediana per família de 21.719 $. Els homes tenien una renda mediana de 24.688 $ mentre que les dones 17.813 $. La renda per capita de la població era de 9.094 $. Entorn del 38,5% de les famílies i el 44,8% de la població estaven per davall del llindar de pobresa.

## Poblacions més properes
El següent diagrama mostra les poblacions més properes.